# Pasarela SMS
Una pasarela SMS o puerta de enlace por SMS (del inglés SMS Gateway) es un medio de envío o recibo de mensajes de texto (SMS) usando una red de telecomunicaciones. Esta puerta de enlace es usada por entidades y organizaciones para enviar notificaciones masivas a teléfonos móviles que no están conectados a Internet a través de un software. De otro modo, los servicios web envían los mensajes de confirmación para autenticación en dos pasos en los servidores antes de envíarlos.
Muchos operadores móviles se prestan como intermediarios fijos para enviar SMS. Estos están basados en estándares acordes al European Telecommunications Standards Institute y el sistema global para las comunicaciones móviles (GSM) para conceder el envío de mensajes en cualquier dispositivo fijo y móvil. Estos utilizan la modulación por desplazamiento de frecuencia para transferir el mensaje entre el terminal y el SMSC. Dichos terminales utilizan su identificación por número telefónico basados en Digital Enhanced Cordless Telecommunications.
También existe la posibilidad de enviar mensajes a partir de clientes de correo electrónico como Microsoft Outlook o de forma manual. No obstante, los servicios pueden ser usados con fines de phishing usando enlaces web.